# Светий Юрій (Рогатець)
Светий Юрій (словен. Sveti Jurij) — поселення в общині Рогатець, Савинський регіон, Словенія. Висота над рівнем моря: 302,3 м.